# قلعه‌های پادشاهی
قلعه پادشاهی (انگلیسی: Stronghold Kingdoms) یک بازی ویدئویی در سبک بازی برخط چندنفره گسترده است که توسط استودیو فایرفلای بر اساس مجموعه بازی‌های قلعه ساخته شده‌است.